# Episodi di Metropolitan Police (ventunesima stagione)
La ventunesima stagione della serie televisiva Metropolitan Police è stata trasmessa in anteprima nel Regno Unito dalla Independent Television tra il 5 gennaio 2005 e il 29 dicembre 2005.
| nº  | Titolo originale                   | Titolo italiano | Prima TV UK       | Prima TV Italia |
| --- | ---------------------------------- | --------------- | ----------------- | --------------- |
| 1   | Cure the Sin                       |                 | 5 gennaio 2005    |                 |
| 2   | Double Jeopardy (Part 1)           |                 | 6 gennaio 2005    |                 |
| 3   | Double Jeopardy (Part 2)           |                 | 12 gennaio 2005   |                 |
| 4   | He Who Has No Will                 |                 | 13 gennaio 2005   |                 |
| 5   | Motivated By Love                  |                 | 19 gennaio 2005   |                 |
| 6   | A Difficult Subject                |                 | 20 gennaio 2005   |                 |
| 7   | Ignorance vs Prejudice             |                 | 26 gennaio 2005   |                 |
| 8   | Talk is Cheap                      |                 | 27 gennaio 2005   |                 |
| 9   | Friday Night Shift                 |                 | 2 febbraio 2005   |                 |
| 10  | The Suttle Approach                |                 | 3 febbraio 2005   |                 |
| 11  | Of No Fault                        |                 | 9 febbraio 2005   |                 |
| 12  | In the Driving Seat                |                 | 16 febbraio 2005  |                 |
| 13  | Exposé                             |                 | 17 febbraio 2005  |                 |
| 14  | Confessions of a Killer            |                 | 23 febbraio 2005  |                 |
| 15  | Inferno                            |                 | 24 febbraio 2005  |                 |
| 16  | 289a: Moving On                    |                 | 24 febbraio 2005  |                 |
| 17  | Slipping Away                      |                 | 2 marzo 2005      |                 |
| 18  | Life's Too Short                   |                 | 3 marzo 2005      |                 |
| 19  | The Calm Before the Storm          |                 | 9 marzo 2005      |                 |
| 20  | Taking a Stand                     |                 | 10 marzo 2005     |                 |
| 21  | A Different Ball Game              |                 | 16 marzo 2005     |                 |
| 22  | An Ominous Warning                 |                 | 17 marzo 2005     |                 |
| 23  | Operation Mercury (Part 1)         |                 | 23 marzo 2005     |                 |
| 24  | Operation Mercury (Part 2)         |                 | 24 marzo 2005     |                 |
| 25  | Abuse in Kind                      |                 | 30 marzo 2005     |                 |
| 26  | To Protect and Serve               |                 | 31 marzo 2005     |                 |
| 27  | Moving Target                      |                 | 6 aprile 2005     |                 |
| 28  | Dangerous Territory                |                 | 7 aprile 2005     |                 |
| 29  | The Decoy (Part 1)                 |                 | 13 aprile 2005    |                 |
| 30  | The Decoy (Part 2)                 |                 | 14 aprile 2005    |                 |
| 31  | This Will Bother You               |                 | 20 aprile 2005    |                 |
| 32  | No Good Advice                     |                 | 21 aprile 2005    |                 |
| 33  | Show of Force                      |                 | 27 aprile 2005    |                 |
| 34  | Like Father, Like Son              |                 | 28 aprile 2005    |                 |
| 35  | A Lack of Control (Part 1)         |                 | 4 maggio 2005     |                 |
| 36  | A Lack of Control (Part 2)         |                 | 5 maggio 2005     |                 |
| 37  | Silence of the Guilty              |                 | 12 maggio 2005    |                 |
| 38  | Through the Facade                 |                 | 18 maggio 2005    |                 |
| 39  | Sacrifices of the Job              |                 | 19 maggio 2005    |                 |
| 40  | Rise and Fall                      |                 | 26 maggio 2005    |                 |
| 41  | Maintain Cover                     |                 | 1º giugno 2005    |                 |
| 42  | Regrets                            |                 | 2 giugno 2005     |                 |
| 43  | The Price of Love                  |                 | 8 giugno 2005     |                 |
| 44  | Attack of Conscience               |                 | 9 giugno 2005     |                 |
| 45  | Use of Protocol (Part 1)           |                 | 15 giugno 2005    |                 |
| 46  | Use of Protocol (Part 2)           |                 | 16 giugno 2005    |                 |
| 47  | Use of Protocol (Part 3)           |                 | 22 giugno 2005    |                 |
| 48  | One Step Too Far (Part 1)          |                 | 23 giugno 2005    |                 |
| 49  | One Step Too Far (Part 2)          |                 | 29 giugno 2005    |                 |
| 50  | A Shoulder to Cry On               |                 | 30 giugno 2005    |                 |
| 51  | Word to the Wise                   |                 | 6 luglio 2005     |                 |
| 52  | Playing With Fire                  |                 | 7 luglio 2005     |                 |
| 53  | Dangerous Relationships            |                 | 13 luglio 2005    |                 |
| 54  | A Small Price to Pay (Part 1)      |                 | 14 luglio 2005    |                 |
| 55  | A Small Price to Pay (Part 2)      |                 | 20 luglio 2005    |                 |
| 56  | A Small Price to Pay (Part 3)      |                 | 21 luglio 2005    |                 |
| 57  | Closing Ranks                      |                 | 27 luglio 2005    |                 |
| 58  | To Catch a Killer (Part 1)         |                 | 28 luglio 2005    |                 |
| 59  | To Catch a Kller (Part 2)          |                 | 3 agosto 2005     |                 |
| 60  | To Catch a Killer (Part 3)         |                 | 4 agosto 2005     |                 |
| 61  | Mad Dogs                           |                 | 10 agosto 2005    |                 |
| 62  | At the End of a Long Day           |                 | 11 agosto 2005    |                 |
| 63  | Beggers and Bent Coppers           |                 | 17 agosto 2005    |                 |
| 64  | Loss of Inhabitation               |                 | 18 agosto 2005    |                 |
| 65  | Trial Basis                        |                 | 24 agosto 2005    |                 |
| 66  | Without Force                      |                 | 25 agosto 2005    |                 |
| 67  | Credit Where Credit's Due          |                 | 30 agosto 2005    |                 |
| 68  | The Boys are Back in Town          |                 | 31 agosto 2005    |                 |
| 69  | Insufficient Excuses               |                 | 1º settembre 2005 |                 |
| 70  | Finger of Blame                    |                 | 6 settembre 2005  |                 |
| 71  | Distraction                        |                 | 7 settembre 2005  |                 |
| 72  | The Scapegoat                      |                 | 8 settembre 2005  |                 |
| 73  | Mixing Business With Pleasure      |                 | 14 settembre 2005 |                 |
| 74  | Seeking Retribution                |                 | 15 settembre 2005 |                 |
| 75  | The Anniversary (Part 1)           |                 | 21 settembre 2005 |                 |
| 76  | The Anniversary (Part 2)           |                 | 22 settembre 2005 |                 |
| 77  | Keep it Out                        |                 | 28 settembre 2005 |                 |
| 78  | A Not-So-Simple Mistake            |                 | 29 settembre 2005 |                 |
| 79  | Let it Slip                        |                 | 5 ottobre 2005    |                 |
| 80  | Cat Out of the Bag                 |                 | 6 ottobre 2005    |                 |
| 81  | Won't Take it Lying Down           |                 | 12 ottobre 2005   |                 |
| 82  | Missing in Action                  |                 | 13 ottobre 2005   |                 |
| 83  | The Screw (Part 1)                 |                 | 19 ottobre 2005   |                 |
| 84  | The Screw (Part 2)                 |                 | 20 ottobre 2005   |                 |
| 85  | A Mean Game (Part 1)               |                 | 25 ottobre 2005   |                 |
| 86  | A Mean Game (Part 2)               |                 | 27 ottobre 2005   |                 |
| 87  | Back to Basics (Part 1)            |                 | 2 novembre 2005   |                 |
| 88  | Back to Basics (Part 2)            |                 | 3 novembre 2005   |                 |
| 89  | In the Wrong Hands                 |                 | 9 novembre 2005   |                 |
| 90  | Decision Time                      |                 | 10 novembre 2005  |                 |
| 91  | The Reject                         |                 | 16 novembre 2005  |                 |
| 92  | Crystal Meth Madness               |                 | 17 novembre 2005  |                 |
| 93  | A Small Piece of the Pie           |                 | 23 novembre 2005  |                 |
| 94  | When Justice Isn't Enough (Part 1) |                 | 29 novembre 2005  |                 |
| 95  | When Justice Isn't Enough (Part 2) |                 | 30 novembre 2005  |                 |
| 96  | When Justice Isn't Enough (Part 3) |                 | 7 dicembre 2005   |                 |
| 97  | Hook, Line and Sinker              |                 | 8 dicembre 2005   |                 |
| 98  | Reunited                           |                 | 14 dicembre 2005  |                 |
| 99  | Cop the Lot                        |                 | 15 dicembre 2005  |                 |
| 100 | Torn                               |                 | 20 dicembre 2005  |                 |
| 101 | Honour                             |                 | 21 dicembre 2005  |                 |
| 102 | A Time for Giving                  |                 | 22 dicembre 2005  |                 |
| 103 | Without Dignity, Without Respect   |                 | 28 dicembre 2005  |                 |
| 104 | A Social Decision                  |                 | 29 dicembre 2005  |                 |